# فلاور (لعبة فيديو)
فلاور (بالإنجليزية: Flower)‏ ، هي لعبة فيديو إلكترونية من نوع مغامرات أنتجت سنة 2009م، وتعمل على أنظمة بلاي ستيشن 3 وبلاي ستيشن 4 وبلاي ستيشن فيتا، وفي سنة 2019، تم إضافة اللعبة لنظام التشغيل مايكروسوفت ويندوز، حيث تدعم لنظام الحاسوب الشخصي 23 لغة ومن بينها العربية.

## وصلات خارجية
- فولوير على موقع IMDb (الإنجليزية)

- Official Flower microsite
- Thatgamecompany official website

مدونة فلاور (لعبة فيديو) الرسمية  (جوال)